# Сурсельва (округ)
Сурсельва (нем. Bezirk Surselva) — бывший округ в Швейцарии.
Существовал до 2015 года. Входил в кантон Граубюнден. 1 января 2016 года был образован новый регион Сурсельва, в который вошли все коммуны округа Сурсельва.
Занимает площадь 1373,54 км². Население — 22 270 чел. Официальный код — 1831.

## Коммуны округа
| Район Дисентис  | Район Дисентис  | Район Дисентис   | Район Дисентис | Район Дисентис                        |
| Герб            | Коммуна         | Население (2005) | Площадь км²    | Примечание                            |
| --------------- | --------------- | ---------------- | -------------- | ------------------------------------- |
| Брайль-Бригельс | Брайль-Бригельс | 1309             | 50,64          |                                       |
| Disentis/Mustér | Дисентис        | 2165             | 90,98          |                                       |
| Медель          | Медель          | 473              | 136,22         |                                       |
| Шланс           | Шланс           | 90               | 8,83           | 1.01.2012 вошла в состав коммуны Трун |
| Сумвич          | Сумвич          | 1374             | 101,88         |                                       |
| Трун            | Трун            | 1269             | 43,07          |                                       |
| Туеч            | Туеч            | 1845             | 133,91         |                                       |

| Район Иланц | Район Иланц | Район Иланц      | Район Иланц | Район Иланц                               |
| Герб        | Коммуна     | Население (2005) | Площадь км² | Примечание                                |
| ----------- | ----------- | ---------------- | ----------- | ----------------------------------------- |
| Кастриш     | Кастриш     | 427              | 7,19        | С 1.01.2014 в составе коммуны Иланц-Глион |
| Фалера      | Фалера      | 545              | 22,36       |                                           |
| Флонд       | Флонд       | 215              | 2,12        | С 1.01.2012 в составе коммуны Мундаун     |
| Иланц       | Иланц       | 2286             | 4,67        | С 1.01.2014 в составе коммуны Иланц-Глион |
| Лакс        | Лакс        | 1257             | 31,71       |                                           |
| Ладир       | Ладир       | 114              | 7,19        | С 1.01.2014 в составе коммуны Иланц-Глион |
| Лувен       | Лувен       | 204              | 6,63        | С 1.01.2014 в составе коммуны Иланц-Глион |
| Питаш       | Питаш       | 118              | 10,79       | С 1.01.2014 в составе коммуны Иланц-Глион |
| Риайн       | Риайн       | 69               | 15,88       | С 1.01.2014 в составе коммуны Иланц-Глион |
| Рушайн      | Рушайн      | 355              | 12,56       | С 1.01.2014 в составе коммуны Иланц-Глион |
| Сагонь      | Сагонь      | 629              | 6,92        |                                           |
| Шлуайн      | Шлуайн      | 504              | 4,79        |                                           |
| Шнаус       | Шнаус       | 127              | 2,97        | С 1.01.2014 в составе коммуны Иланц-Глион |
| Севгайн     | Севгайн     | 207              | 4,55        | С 1.01.2014 в составе коммуны Иланц-Глион |
| Валендас    | Валендас    | 293              | 22,79       | С 1.01.2013 в составе коммуны Зафинталь   |
| Ферзам      | Ферзам      | 269              | 16,77       | С 1.01.2013 в составе коммуны Зафинталь   |

| Район Лумнеция-Лугнец | Район Лумнеция-Лугнец | Район Лумнеция-Лугнец | Район Лумнеция-Лугнец | Район Лумнеция-Лугнец                     |
| Герб                  | Коммуна               | Население (2005)      | Площадь км²           | Примечание                                |
| --------------------- | --------------------- | --------------------- | --------------------- | ----------------------------------------- |
| Кумбель               | Кумбель               | 271                   | 4,46                  | С 1.01.2013 в составе коммуны Лумнеция    |
| Деген                 | Деген                 | 259                   | 6,72                  | С 1.01.2013 в составе коммуны Лумнеция    |
| Дувин                 | Дувин                 | 93                    | 17,93                 | С 1.01.2014 в составе коммуны Иланц-Глион |
| Лумбрайн              | Лумбрайн              | 434                   | 37,86                 | С 1.01.2013 в составе коммуны Лумнеция    |
| Мориссен              | Мориссен              | 240                   | 5,67                  | С 1.01.2013 в составе коммуны Лумнеция    |
| Санкт-Мартин          | Санкт-Мартин          | 40                    | 22,83                 | 1.01.2015 вошла в составе коммуны Вальс   |
| Сурауа                | Сурауа                | 288                   | 24,20                 | С 1.01.2013 в составе коммуны Лумнеция    |
| Суркуольм             | Суркуольм             | 111                   | 6,47                  | С 1.01.2012 в составе коммуны Мундаун     |
| Вальс                 | Вальс                 | 1016                  | 152,73                |                                           |
| Велла                 | Велла                 | 446                   | 7,42                  | С 1.01.2013 в составе коммуны Лумнеция    |
| Виньонь               | Виньонь               | 186                   | 7,90                  | С 1.01.2013 в составе коммуны Лумнеция    |
| Врин                  | Врин                  | 260                   | 71,25                 | С 1.01.2013 в составе коммуны Лумнеция    |

| Район Руйс   | Район Руйс   | Район Руйс       | Район Руйс  | Район Руйс                                |
| Герб         | Коммуна      | Население (2005) | Площадь км² | Примечание                                |
| ------------ | ------------ | ---------------- | ----------- | ----------------------------------------- |
| Андиаст      | Андиаст      | 243              | 13,63       |                                           |
| Оберзаксен   | Оберзаксен   | 815              | 61,77       |                                           |
| Пиньиу       | Пиньиу       | 43               | 18,01       | С 1.01.2014 в составе коммуны Иланц-Глион |
| Руэун        | Руэун        | 428              | 11,58       | С 1.01.2014 в составе коммуны Иланц-Глион |
| Сиат         | Сиат         | 189              | 13,53       | С 1.01.2014 в составе коммуны Иланц-Глион |
| Вальтенсбург | Вальтенсбург | 376              | 32,31       |                                           |

| Район Зафин | Район Зафин | Район Зафин      | Район Зафин | Район Зафин                             |
| Герб        | Коммуна     | Население (2005) | Площадь км² | Примечание                              |
| ----------- | ----------- | ---------------- | ----------- | --------------------------------------- |
| Зафин       | Зафин       | 322              | 100,58      | С 1.01.2013 в составе коммуны Зафинталь |
| Тенна       | Тенна       | 94               | 11,27       | С 1.01.2013 в составе коммуны Зафинталь |